# Rüdiger Braun
Rüdiger Braun (* 28. August 1964) ist ein ehemaliger deutscher Fußballspieler, der 1987 für Hansa Rostock in der DDR-Oberliga spielte.

## Sportliche Laufbahn
Braun wurde 1981 in die Juniorenmannschaft des FC Hansa Rostock aufgenommen, mit der er in der DDR-weiten Juniorenliga spielte. Im Juli 1982 wurde er in die Junioren-Nationalmannschaft berufen, mit der er bis zum November 1982 acht Länderspiele bestritt. Er wurde als Stürmer aufgeboten und erzielte drei Länderspieltore.
Nachdem Braun für den Männerbereich spielberechtigt geworden war, erschien er für mehrere Jahre nicht im überregionalen Fußball. In der Saison 1986/87 gehörte er zum Aufgebot der 2. Mannschaft von Hansa Rostock, die in der drittklassigen Bezirksliga Rostock spielte. Als Torschützenkönig der Bezirksliga mit 22 Treffern in 30 Punktspielen war Braun maßgeblich am Aufstieg der Mannschaft in die DDR-Liga beteiligt. Als Einwechselspieler wurde er auch in zwei Punktspielen der 1. Mannschaft eingesetzt, die in dieser Spielzeit als Oberligaabsteiger in der DDR-Liga vertreten war. Zur Saison 1987/88 wurde Braun offiziell für die 2. Mannschaft der Hanseaten gemeldet, für die er 25 der 34 Punktspiele bestritt und mit acht Treffern erneut bester Torschütze der Mannschaft wurde. Das einzige Oberligaspiel seiner Laufbahn bestritt Braun am 9. September 1987 in der Begegnung FC Hansa – Dynamo Dresden (1:1) als Einwechselspieler.
Nachdem Hansa II nach der Saison 1987/88 wieder abgestiegen war, verließ Braun den FC Hansa und schloss sich dem Lokalrivalen und DDR-Liga-Aufsteiger BSG Schiffahrt/Hafen Rostock an. Bis 1990/91 spielte Schiffahrt/Hafen, Mitte 1990 in den SV Hafen Rostock 61 umstrukturiert, zweitklassig, ab 1991/92 in der neu gegründeten Oberliga Nordost drittklassig. Während dieser Zeit war Braun als Stürmer Stammspieler der Rostocker. 1992/93 wechselte er zum TuS Lingen in die Oberliga Nord, wo er bis zum Abstieg am Saisonende alle 30 Punktspiele bestritt und dabei acht Tore erzielte. Danach kehrte er nicht mehr in höherklassige Fußball-Ligen zurück.